# Policía municipal (Francia)
El término policía municipal significa, en Francia, los poderes policiales de los alcaldes de las comunas, y todos los agentes que se encuentran bajo su autoridad, titulares de la condición especial resultante de la Ley del 15 de abril de 1999. Estos funcionarios están bajo la autoridad del alcalde, bajo el control administrativo del representante del Estado en el departamento, para asegurar las misiones de policía de la ciudad, los policías rurales y la ejecución de los actos estatales que sean están relacionados en el territorio del municipio.
El papel de la policía municipal es mejorar la calidad de vida de los residentes que viven en el territorio del municipio trabajando con los ciudadanos para hacer cumplir las reglas de buen comportamiento, mantener el buen orden y reducir la sensación de inseguridad. Participan en la lucha contra las incivilidades pero también contra la delincuencia pequeña y mediana.
Para implementar esta responsabilidad, los municipios pueden crear servicios apropiados y reclutar agentes del servicio público territorial que se dividen en cuatro categorías:
- los directores de policía de la ciudad (categoría A);
- los jefes de la policía municipal (categoría B);
- la Policía Municipal (categoría C);
- los guardias de campo (categoría C).

Tienen un estatuto especial y misiones de servicio público definidas por la Ley de 15 de abril de 1999 y sus decretos de aplicación.
Por lo tanto, la policía municipal y los guardabosques, forman parte integral de las fuerzas del orden de la nación y son depositarios de la autoridad pública de la misma manera que los policías nacionales y los gendarmes .
La ciudad de París no tiene la policía municipal adecuada. El Departamento de Prevención, Protección y Protección del Ayuntamiento de París está compuesto por oficiales de policía y policías auxiliares de la policía. Estos funcionarios son los Inspectores de Seguridad , los Técnicos de Seguridad Pública y Vigilancia, los Supervisores de París y los Controladores de la Ciudad de París. Sus uniformes son similares a los de la policía municipal y sus misiones están cerca. La plantilla de este departamento es de 3.000 agentes desde el 1 de enero de 2018.

## Historia
La policía municipal se remonta al Antiguo Régimen , ya que eran una de las manifestaciones de la soberanía de las comunas libres de la Edad Media .
La Revolución francesa rechaza esta idea y crea la policía municipal moderna, ya que la ley del 14 de diciembre de 1789 establece que los alcaldes tienen la responsabilidad de los poderes policiales y deben ejercer esta misión con la ayuda de la Guardia Nacional , compuesta por ciudadanos, y especifica que los organismos municipales son responsables de "hacer que los habitantes disfruten de los beneficios de una buena policía, incluida la limpieza, el saneamiento, la seguridad en las calles, los lugares y los edificios públicos".
El Directorio y Napoleón Bonaparte reorganizan la policía para ponerla a disposición del gobierno central, con la creación del Ministerio de Policía , mientras se mantiene legalmente la existencia de la policía municipal. Bonaparte, primer cónsul, se compromete a constituir una fuerza policial para su devoción, de la cual él mismo nombra a los comisionados. En 1800, creó la Prefectura de Policía de París , heredera de la Lugartenencia General de la ciudad de París .
La ley del 5 de abril de 1884, considerada la primera ley que organiza una estructura democrática de las comunas francesas, administrada por un alcalde elegido por el consejo municipal , bajo la supervisión del prefectural, también define el campo de acción de la policía municipal, y prevé la existencia de estaciones de policía municipales, encabezadas por comisionados nombrados por el gobierno. El alcalde, sin embargo, nombra oficiales de policía e inspectores que tienen el estatus de agentes comunales.
Además, los comisarios cantonales fueron creados y nombrados por el prefecto en las ciudades de menos de 6.000 habitantes y por el presidente de la República para las ciudades con más de 6.000 habitantes . Los comisionados departamentales cubren todo el sistema.
Durante el período de entreguerras , los alcaldes de las grandes ciudades, como Niza , Estrasburgo , Metz y Toulouse , solicitaron y obtuvieron la declaración de su policía.
El artículo 18 de la Ley de 23 de abril de 1941, sobre la organización general de los servicios policiales en Francia del Gobierno de Vichy establece la autoridad sobre la policía municipal de las comunas de más de 10.000 habitantes , y califica como tutor de la paz expolicía municipal ahora reclutado por el estado. Este texto no está derogado por la Ordenanza del 9 de agosto de 1944 sobre el restablecimiento de la legalidad republicana en el territorio continental  .
En los municipios han conservado un policía municipal, una ley de 1972 califica a los Policías municipales como "agentes de fuerza pública" y la ley n°  78-788 del 28 de julio de 1978 les confiere la calidad de oficial adjunto de la policía judicial.
El informe de Bonnemaison de 1980 aboga por la implementación de políticas de seguridad locales, restaurando así un papel significativo a la policía municipal.
En 1994, el ministro del Interior, Charles Pasqua define el primer estatuto especial en virtud del empleo de la policía municipal.
La ley n°  99-291 de 15 de abril de 1999 de la policía municipal, renueva el estatuto de las policías municipales y reafirma su papel de policía. Las habilidades de los agentes a continuación, se desarrollan sobre todo a través de las leyes n°  2001-1062 del 15 de noviembre de 2001 sobre seguridad de la comunidad y n°  2003-239 del 18 de marzo de 2003 sobre la seguridad interna.
En los años 2000-2010, dos funciones del enfrentamiento de la policía municipal: "Para algunos, la policía municipal encarna una nueva forma de proximidad policial, asistencia a las personas, cerca de las demandas de los ciudadanos. Para los demás, tiene una misión más explícita para luchar contra la delincuencia menor, en un contexto de desconexión estatal ".

## Propuesta de reforma de 2014
Un proyecto de ley para fusionar las policías municipales y policías rurales se presentó en el Senado el 26 de abril de 2013. Este proyecto anuncia claramente la desaparición de 2 funciones de policía del Alcalde para la creación de una policía territorial. Esta propuesta presentada por los senadores François Pillet y René Vandierendonck sigue a su propio informe sobre la policía municipal presentado el 26 de septiembre de 2012.

## Legislación
El alcalde es un agente de la policía judicial en el territorio de la comuna que administra. Se encuentra bajo el control administrativo del representante del Estado en el departamento, la policía municipal, la policía rural y la ejecución de los actos del Estado que están relacionados con el mismo.
En este sentido,
El objetivo de la policía municipal es garantizar el buen orden público, la seguridad y la salud. Incluye:

- Todo lo que concierne a la seguridad y la comodidad de pasar por las calles, muelles, plazas y vías públicas, incluida la limpieza, la iluminación, la eliminación de la congestión, la demolición o la reparación de edificios y monumentos amenaza de ruina, la prohibición de cualquier cosa expuesta a ventanas u otras partes de edificios que puedan dañar su caída o que arroje cualquier cosa que pueda dañar a los transeúntes o causar exhalaciones dañinas y el cuidado de reprimir depósitos, derrames, excrementos, proyecciones de cualquier material o cosa que pueda perjudicar, de cualquier manera, la seguridad o conveniencia del paso o la limpieza de las formas antes mencionadas;
- La tarea de reprimir los delitos contra la tranquilidad pública, tales como peleas y peleas acompañados ameutement las calles, el tumulto excitado en lugares públicos de reunión, las multitudes, ruido, trastornos de la vecindad, los mítines perturbación nocturna del resto de los habitantes y todos los actos susceptibles de comprometer la tranquilidad pública;
- El mantenimiento del buen orden en lugares donde hay grandes reuniones de hombres, tales como ferias, mercados, festividades y ceremonias públicas, espectáculos, juegos, cafeterías, iglesias y otros lugares públicos;
- La inspección sobre la fidelidad del flujo de las mercancías que se venden por peso o medida y sobre la seguridad de los comestibles expuestos a la venta;
- El cuidado de prevenir, mediante precauciones adecuadas, y detener, mediante la distribución de la asistencia necesaria, accidentes calamitosos y plagas, así como la contaminación de todo tipo, como incendios, inundaciones, roturas en los diques. , deslizamientos de tierra o rocas, avalanchas u otros accidentes naturales, enfermedades epidémicas o contagiosas, enfermedades epizoóticas, para proporcionar con urgencia toda la ayuda y medidas de alivio y, cuando proceda, para provocar la intervención de la administración superior;
- El cuidado de tomar medidas temporales contra las personas con trastornos mentales cuyo estado pueda comprometer la moral pública, la seguridad de las personas o la conservación de las propiedades;
- El cuidado de obviar o remediar los desafortunados eventos que pueden ser ocasionados por el vagar del mal o animales feroces;
- La regulación del cierre anual de las panaderías, cuando este cierre se hace necesario para la aplicación de la legislación sobre vacaciones pagas, previa consulta con las organizaciones de empleadores y de trabajadores, para garantizar el abastecimiento de la población.

El artículo 2212-2 del Código General de Colectividades Territoriales. Los poderes de policía municipal del alcalde son diferentes en la Pequeña Corona de París ( cuartel general de la policía de París ) y en Alsacia-Mosela ( ley local en Alsacia y Mosela ).
El alcalde también tiene facultades de regulación en el territorio de la ciudad en muchos temas, especialmente la regulación del tráfico y de aparcamiento en las carreteras abiertas al tráfico público.

## Equipo

### Armas
Artículo R511-12 del Código de Seguridad Interna francés, permite a policías municipales para llevar a las armas de la categoría D, tales como generadores o aerosoles incapacitantes lacrimógenos, proyectores hipodérmicas, porras , "palo de defensa" tipo o "  tonfa  ", O telescópico. Armas de Categoría C, como armas de fuego que disparan una o dos balas o proyectiles no metálicos, como bolas de destello compactas. armas de Clase B, tales como pistolas de 9 mm o 7,65 mm o revólveres de calibre .38 Special , o pistolas que disparan uno o dos disparos o proyectiles no metálicos comoFlash-Ball superpro type.
Por otra parte, el gobierno de Fillon, promulgada en septiembre de 2008, el Decreto N ° 2008-993, que autoriza a la policía de la ciudad para ser equipado con pistolas eléctricas (popularmente conocidas como Taser), armas clasificadas de la categoría B. El Consejo de Estado canceló el 2 de septiembre de 2009 este decreto, a juzgar porque no preveía "las precauciones para el uso del arma, las modalidades de una capacitación adaptada a su uso y el establecimiento de un procedimiento de evaluación y control periódico necesario para la evaluación de las condiciones reales de su uso por los policías municipales " en contradicción con los requisitos legislativos aplicables.
Un decreto de 26 de mayo de 2010 autoriza nuevamente el uso de esta arma por parte de la policía municipal en condiciones de entrenamiento y que el arma tiene medios de grabación de audio y video para rastrear cualquier uso. La firma de este decreto, sin embargo, se produce cuando el Comité de la ONU contra la Tortura reiteró el 10 de mayo de 2010 Su preocupación sobre el tema: "que el uso de estas armas puede causar dolor agudo, lo que constituye una forma de tortura, y en algunos casos incluso puede causar la muerte".
El armamento queda a discreción del alcalde y sujeto a la autorización del prefecto para el puerto autorizado en servicio en el territorio municipal.
75% de los policías municipales armados con porras y gases lacrimógenos, y alrededor del 55% de ellos, las armas de la categoría B, incluyendo pistolas.

### Vehículos[6]
La elección de vehículos se realiza mediante licitación municipal. Como resultado, el parque móvil francés es muy heterogéneo y varía de una ciudad a otra. Podemos encontrar minivans, sedanes, etc. Algunas ciudades tienen la particularidad de estar equipadas con motocicletas y otras, principalmente en montaña, de vehículos todoterreno 4x4 .
Desde 2005, la imagen corporativa de los vehículos de la policía municipal en toda Francia está fijado por decreto, con el objetivo de uniformar la rotulación y la uniformación de la policía municipal a nivel nacional. Anteriormente, los colores dependían de la elección del municipio.